# Erik Haakonsson

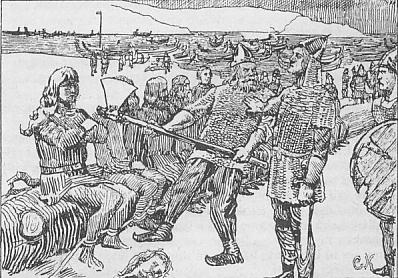
Erik Haakonsson spaart het leven van Sigurd

Erik Haakonsson (ca. 960 - ca. 1023) of  Eric Hlathir was medekoning van Noorwegen onder Sven Gaffelbaard en earl van Northumbria onder Knoet de Grote.

## Jeugd
Erik was een zoon van Håkon Sigurdsson en een onbekende bijvrouw. Hij werd opgevoed door Thorleif de Wijze, een vazal van Håkon. Nadat Erik de beste vriend van Håkon had gedood, vluchtte hij naar Harald I van Denemarken. Harald maakte hem in 974 tot bestuurder van Romerike, het gebied ten noordoosten van Oslo, en Vingulmark. Niet lang daarna kwam het tot spanningen tussen Harald en Håkon omdat Harald wilde dat Håkon zich tot het christendom zou bekeren. Dit zou in 986 zijn uitgelopen op een zeeslag bij Hjörungavágr, tussen de eilanden van Møre og Romsdal. Erik vocht samen met zijn vader tegen de vloot van Harald, die werd verslagen. Håkon was nu in feite een onafhankelijk vorst van Noorwegen, totdat hij werd gedood door Olaf I van Noorwegen. Erik en zijn halfbroer Sven Håkonsson vluchtten naar Zweden (995).
Erik werd een vlootaanvoerder voor Sven Gaffelbaard en Olof II van Zweden. Hij voerde expedities uit naar de Baltische kust, plunderde Staraja Ladoga en vocht zeeslagen uit in het hele zuidelijke Oostzee-gebied. In het jaar 1000 konden Erik en zijn halfbroer Sven, samen met Sven Gaffelbaard en Olof van Zweden, Olaf van Noorwegen in een hinderlaag lokken. Dit werd de Slag bij Svolder. Olaf van Noorwegen was zwaar in de minderheid maar kon zich verdedigen door zijn 11 schepen zijdelings aan elkaar te binden, en zo in feite een drijvend fort te creëren. Dit was de standaard taktiek voor een vikingvloot in de minderheid, omdat de tegenstander dan zijn meerderheid eigenlijk niet kon gebruiken. De felle aanvallen van de Denen en de Zweden konden betrekkelijk makkelijk door Olaf van Noorwegen worden afgeslagen. Dit veranderde toen Erik, die een schip had dat was versterkt met ijzerbeslag, begon om een voor een de Noorse schepen los te maken totdat uiteindelijk het schip van Olaf van Noorwegen (de Lange Slang) alleen over was. Toen zijn schip werd geënterd pleegde Olaf van Noorwegen zelfmoord door met zijn zware wapenrusting in zee te springen zodat hij verdronk. Erik en zijn halfbroer Sven werden door Sven Gaffelbaard, als zijn vazallen, aangesteld tot koningen van Noorwegen. Erik kreeg de Lange Slang als buit, dat was het grootste en sterkste Vikingschip uit die tijd (het schip zou ongewoon hoge zijden hebben gehad en 34 paar riemen hebben gehad waardoor het ongeveer 45 meter lang moet zijn geweest).

## Koning in Noorwegen
Tegelijk met hun benoeming tot koningen in Noorwegen hebben Erik en Sven het christelijke geloof aangenomen. Dat was politiek noodzakelijk omdat Sven Gaffelbaard en Olof I van Zweden ook christelijk waren. Maar Erik en Sven hebben geen actieve politiek gevoerd om het christelijke geloof te bevorderen. Volgens sommige bronnen zouden veel gedwongen bekeerlingen van Olaf van Noorwegen onder hun bewind weer zijn teruggegaan naar het oude geloof. Sven en Erik moesten de macht in Noorwegen delen met Erling Skjalgsson. Erling was een leider uit het westen van Noorwegen en hij was een fel voorstander van de oude sociale orde in Noorwegen. Verder is er niet veel bekend over het bewind van Erik en Sven tot aan 1014: volgens de oude Noorse bronnen waren de oogsten goed, was het bestuur streng maar rechtvaardig en was er vrede.

## Verovering van Engeland
In 1014 droeg Erik zijn functie in Noorwegen over aan zijn zoon Haakon Eriksson en sloot zich aan bij de expeditie van Knoet tegen Engeland. Knoet was nog betrekkelijk jong en ervaren aanvoerders als Erik zullen een belangrijke rol in deze onderneming hebben gespeeld. De Deens-Noorse vloot landde in de zomer van 1015 in Sandwich (Engeland). Het leger van Knoet trok plunderend naar het westen door het zuiden van Engeland, tot aan Somerset. Daar liep Eadric Streona (de graaier), earl van Mercia, met zijn leger over naar Knoet. In 1016 trok het leger van Knoet door Mercia naar het noorden. Earl Uhtred van Northumbria wilde zich onderwerpen aan Knoet maar hij werd met zijn gevolg vermoord toen hij op weg was naar een bespreking met Knoet. Vermoedelijk heeft Knoet daar opdracht toe gegeven omdat Uthred in 1014 nog een vazal van Sven Gaffelbaard was geweest maar in dat jaar was overgegaan naar de Angelsaksische koning Ethelred II. Erik versloeg lokale tegenstand in het noorden en werd vervolgens door Knoet tot earl van Northumbria bemoeid. Desondanks trok Erik met Knoet naar het zuiden en nam deel aan de belegering van Londen. Na enkele maanden strijd werd er een vrede gesloten tussen Knoet en koning Edmund II van Engeland, waarbij Engeland werd verdeeld. Edmund overleed enkele maanden later en eind 1016 was Knoet koning van heel Engeland. In 1017 werd Eadric Streona veroordeeld als verrader. Knoet gaf Erik de instructie om Eadric "te betalen wat we hem schuldig zijn", waarna Erik prompt met zijn bijl Eadric zijn hoofd afsloeg.
Erik bleef earl van Northumbria tot zijn dood. Het moet een vreedzame tijd geweest want er wordt Engelse bronnen geen melding gemaakt van gevechten, ook niet met de Schotten. Erik wordt na 1023 niet meer vermeld in Engelse aktes, wat er op wijst dat hij rond die tijd is overleden. Bekend is dat Erik stierf aan een bloeding nadat zijn huig was afgesneden (blijkbaar een vaker voorkomende ingreep in middeleeuwse geneeskunde), voor of na een pelgrimstocht naar Rome.

## Huwelijk en kinderen
Erik was getrouwd met Gyda, dochter van Sven Gaffelbaard en een bijvrouw. Ze kregen een zoon: Haakon Eriksson.
Erik had nog een kind bij een bijvrouw: Svein.